# Huang Si-kung három stratégiája
A Huang Si-kung (Huang Shigong) három stratégiája (rövid címváltozata: Három stratégia – Szan lüe (San lüe) 《三略》) az ókori kínai hadtudományos irodalom egyik jelentős hadtudományi, hadművészeti alkotása. A Szung (Song)-dinasztiabeli Sen Cung (Shen Cong) (宋神宗) uralkodása alatt (1078-1085), az addig született legjelentősebb hadművészeti művek közül összeválogatott, a hadtudomány kánonává emelt gyűjteménynek is részét képezi. A hagyomány több személyt – köztük legendásat is – feltételez a szerzőjeként, azonban a szerző kiléte biztosan nem állapítható meg. Feltehetően az időszámítás kezdete körüli időkben, de mindenképpen a Han-dinasztia korában íródhatott.

## Szerzősége, keletkezése
A cím Huang Si-kung (Huang Shigong)ot (黃石公), vagyis a „Sárga szikla urát” köti az íráshoz. Huang Si-kung (Huang Shigong) életéről kevés megbízható adat maradt fent. Eredeti neve Cuj Kuang (Zui Guang) (崔廣) volt, aki a Csin (Qin)-dinasztia (i. e. 221–i. e. 206) bukása körüli zűrzavaros években, a hozzá hasonlóan akkor már több mint nyolcvan esztendős három idős társával a Csi (Qi) állambeli Sang (Shang)-hegyre menekült, s taoista remeteként váltak ismertté. A szerző kilétével kapcsolatban elsődlegesen Csang Liang (Zhang Liang) (張良; i. e. 262–i. e. 189) neve és szerepe merül fel. Csang Liang (Zhang Liang) arisztokrata család sarja volt, akinek felmenői magas tisztségeket töltöttek be a Hadakozó fejedelemségek idején Han (韓) államban. Csang Liang (Zhang Liang) harminckilenc évesen volt tanúja és elszenvedője annak, amikor Csin (Qin) állam i. e. 221-ben egyesítette a fejedelemségeket, elsöpörve ezzel országát, és véget vetve családja kiváltságainak. I. e. 218-ban merényletet kísérelt meg Csin Si Huang-ti (Qin Shi Huangdi) ellen, amelyet azonban az első császár túlélt, ő maga azonban menekülni és bujkálni kényszerült, egészen a Csin (Qin)-dinasztia bukásáig. Az i. e. 2. század utolsó éveiben súlyos válságba zuhant az ország. Ebben a zűrzavaros években robban ki a Sárgaturbánosok felkelése, amelynek központjában egy taoista szellemiségű, egyfajta messianisztikus mozgalom állt. A lázadók vezére Csang Csiao (Zhang Jiao) 張角 (? –i. e. 184), a Taj-ping-tao (Taipingdao) (太平道) („Magasztos béke tana”) nevű taoista szekta főpapja, valamint két testvére Csang Pao (Zhang Bao) (張寶; ? –i. e. 184) és Csang Liang (Zhang Liang) volt. Csang Csiao (Zhang Jiao) tehetséges hittérítőként egy olyan vallás pátriárkája volt, amelynek központjában a legendás Sárga Császár és az isteni rangra emelt Lao-ce (Laozi) személyének szintéziséből született Huang-Lao (黄老) néven ismert vallásos taoizmus állt. A felkelésük azonban elbukott, melynek során a három Csang (Zhang) fivér mindegyike az életét vesztette. A történetíró feljegyzéseinek 55. fejezetében, amely Csang Liang (Zhang Liang) életrajzát is tartalmazza, egy öreg emberrel való titokzatos találkozás története olvasható, amelyben talán épp erről a műről esik szó. A szövegben előforduló sárga sziklára (huang si (huang shi) 黃石) történő utalásból vannak, akik arra következtetnek, hogy a titokzatos öreg bölcs a Sárga-szikla ura, vagyis Huang Si-kung (Huang Shigong) lehetett. A történet szerint a titokzatos öregember egy könyvet ajándékoz Csang Liang (Zhang Liang)nak, amely a „Taj Kung (Tai Gong) hadviselésre vonatkozó szabályai” (Taj Kung ping-fa (Tai Gong bing fa) 《太公兵法》), csakhogy ilyen címen nem ismert egyetlen mű sem. Azzal kapcsolatban azonban megoszlanak a vélemények, hogy a Csang Liang (Zhang Liang) által kapott mű Kung (Tai Gong)nak a Hat titkos tanítása vagy a Három stratégia lehetett-e. Abból a tényből, hogy a mű címe a mai napig magában foglalja Huang Si-kung (Huang Shigong) nevét, valószínűbb, hogy jelen műről, a Három stratégiáról lehet szó.
Aligha valószínű, hogy a félig legendás alak, Kung (Tai Gong) lenne a mű szerzője. A szerzőséggel kapcsolatban ötféle teória is létezik :
1. A szerzője maga Kung (Tai Gong), ahogyan a hagyomány is tartja.
2. Kung (Tai Gong) tanítványa, vagy követői írhatták, állíthatták össze.
3. A szerző nem más, mint Huang Si-kung (Huang Shigong), aki nem sokkal az előtt írhatta a művet, hogy azt Csang Liang (Zhang Liang)nak átadta, s az írás értékét növelve tulajdonította azt Kung (Tai Gong)nak.
4. A mű csupán egy Vej–Csin (Wei–Jin)-kori (i. sz. 3–6. sz.) vagy még későbbi koholmány.
5. A Nyugati vagy más néven a Korai Han-dinasztia (i. e. 206–i. sz. 9) utolsó évtizedeiben írhatta egy, a Huang-Lao taoista iskola egyik hadművészetben járatos képviselője.

A szövegkritikai vizsgálatok szerint a mű nem keletkezhetett az i. e. 2. század végénél korábban. A leginkább reálisnak és elfogadhatóbbnak az utolsó álláspont tekinthető, így a Három stratégia alighanem a legutolsó, a még valóban az ókorban keletkezett kínai hadtudományos művek sorában, s valamikor az időszámítás kezdete körül íródhatott.

## Tartalma
A három kötetbe (csüan (juan) 卷) rendezett, alig több mint 3 800 írásjegy terjedelmű mű keletkezésének idejére, már megvalósult az a gigászi feladat, amit a Hadakozó fejedelemségek idején született hadtudományos művek és írások legtöbbje elsődleges céljának tekintett, nevezetesen, hogy olyan kézikönyvként szolgáljon egyik vagy másik uralkodónak, hadvezéreknek, amelynek segítségével végrehajtható az égalatti egyesítése, az ismert kínai világ egyetlen uralkodóház uralma alá hajtása szövetségek és háborúk sorával. A Három stratégiában ennek már nem nyoma sem található. Ez is bizonyságul szolgálhat arra, hogy Kína egyesítését követően, i. e. 221. után íródott.
A mű a helyes kormányzás módszerére, illetve hadsereg igazgatására fókuszál. Érdekessége, hogy egyfajta ideológiai szintézist valósít meg. Vitathatatlanul tetten érhető az erős taoista hatás, ugyanakkor jelen vannak benne a konfucianizmus olyan eszményei, mint az emberségesség, az igazságosság vagy a szertartásosság. Mindezek mellett pedig megjelenik a Csin (Qin)-dinasztia idején felvirágzott és központi ideológiává emelt legizmus tanítása is, leginkább a jutalmazások és büntetések rendszerének központba emelésével.

## Magyar fordítása
A művet, Huang Si-kung három stratégiája címen Tokaji Zsolt fordította magyarra 2016-ban.
- Huang Si-kung három stratégiája; in: A háború törvényei; ford., jegyz., bev., tan. Tokaji Zsolt; Helikon, Bp., 2016 (Harcosok ösvényén)

## Külső hivatkozás
- A Szan lüe (San lüe) teljes szövege kínaiul – Chinese Text Project
- Three Strategies Archiválva 2007. július 3-i dátummal a Wayback Machine-ben – kínaiul és angol fordításban